# لينارت تورستينسون
لينارت تورستينسون هو مهندس ومهندس قتالي وضابط وسياسي سويدي، ولد في 17 أغسطس 1603 في Forstena ‏ في السويد، وتوفي في 7 أبريل 1651 في ستوكهولم في السويد. انتخب Master-General of the Ordnance (Sweden) ‏ (1675 – ) وانتخب حاكم عام.